# Trichocentrum cebolleta
 Trichocentrum cebolleta   es una orquídea epifita originaria de Sudamérica.

## Descripción
Es una orquídea epifita y ocasionalmente litófita con pseudobulbos cilíndricos aplastados lateralmente de los que salen apicalmente dos hojas coriáceas carnosas, en su centro emergen dos varas florales de numerosas y diminutas flores. Posee un  tallo floral paniculado. Flores en racimo mediano de muchas flores de unos 4 cm tamaño, de color amarillo fuerte con manchas color café.

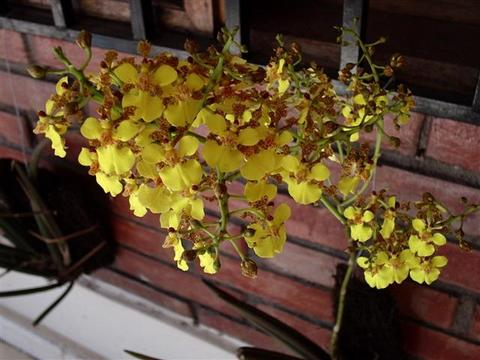
Vara floral.

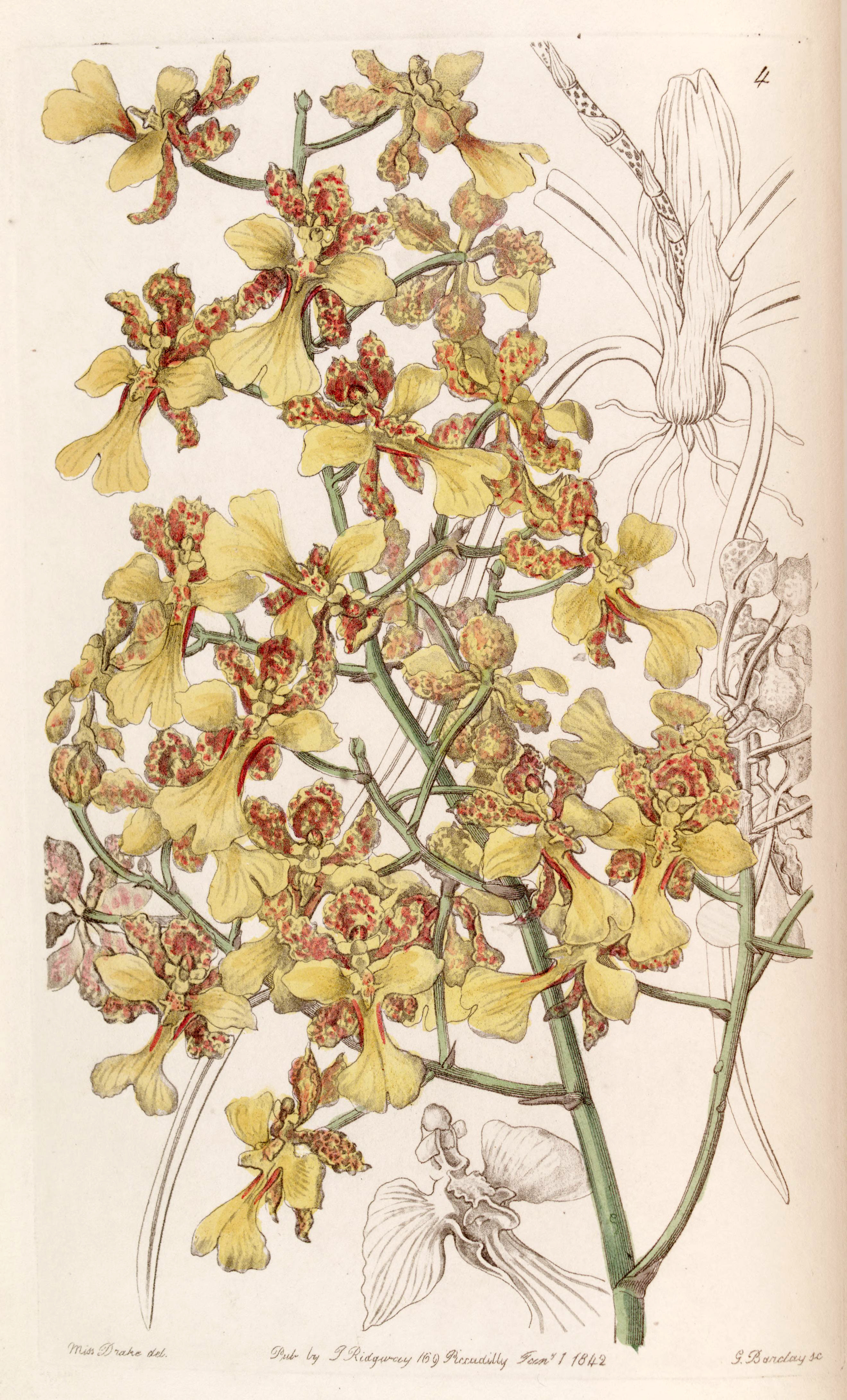
Ilustración

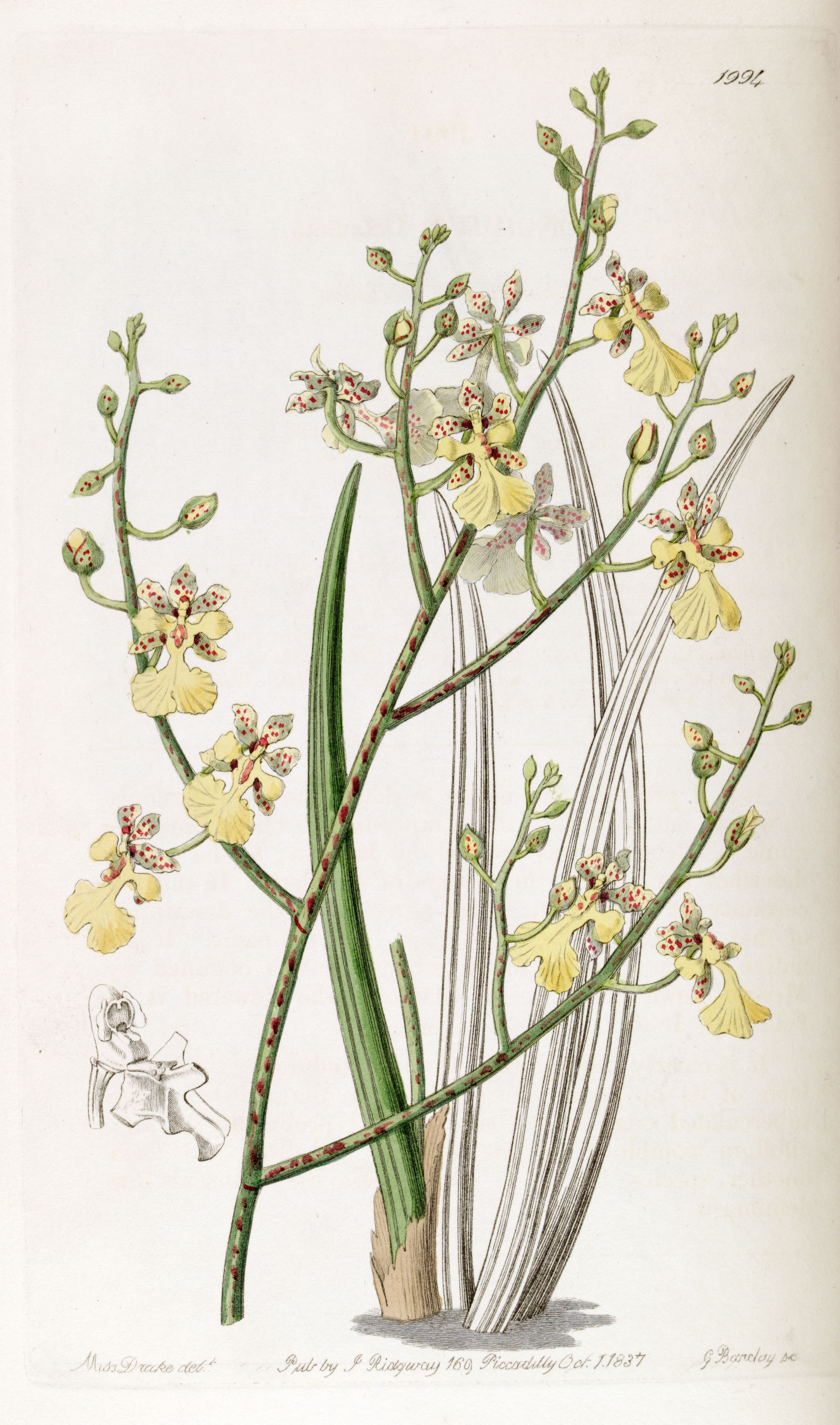
Ilustración

## Distribución y hábitat
Esta especie es oriunda del Sur de México en Campeche, en Centroamérica, el SE de Venezuela, Paraguay  y en Brasil. Se desarrolla sobre árboles, en zonas de clima húmedo y cálido a altitudes entre 150 y 1700 m s. n. m. La floración se produce en los meses de temporada seca del bosque.

## Cultivo
Prefiere exposiciones con buena luminosidad o sombra moderada. Para cultivar se debe plantar en un tronco con la base recta no muy largo para que se pueda mantener en pie y se coloca la orquídea atada a un costado de este.

Pueden situarse en el exterior como las especies de Cymbidium para forzar la floración. En su desarrollo necesita riegos frecuentes, pero cuando llega a la madurez hay que espaciarlos hasta casi nada.

## Propiedades
Esta planta la usaron los indios precolombinos de Centroamérica como una especie de alucinógeno.
Las hojas de la planta son tradicionalmente consumidas como  ensalada.

## Taxonomía
Trichocentrum cebolleta fue descrita por (Jacq.) M.W.Chase & N.H.Williams y publicado en Lindleyana 16(2): 137. 2001.
Etimología
Debido a que las flores se parecen a pequeñas damas con grandes faldas igual que las Oncidium, estas orquídeas estuvieron incluidas en este género durante muchos años.

Oncidium: nombre genérico que deriva de las palabras griegas:  onkos = "hinchazón" y el sufijo -idium = "diminuto". Olof Swartz, en 1800, les dio este nombre debido a que presentan una pequeña callosidad situada en la base del labio que aparenta ser una verruga, tumor, hinchazón en griego = Onkos.
cebolleta: por la forma de sus hojas; de ahí su nombre común "orquídea de hojas de cebolla".
En Nicaragua se denomina comúnmente "lluvia de oro".[cita requerida]
Sinonimia
- Cohniella cebolleta (Jacq.) Christenson 1999.
- Cymbidium juncifolium Willd. 1805.
- Dendrobium cebolleta Jacq. 1760 [erroneous].
- Epidendrum cebolleta Jacq. 1760.
- Epidendrum juncifolium L. 1763.
- Lophiaris wittii (Oppenheim) Braem 1993.
- Oncidium brachyphyllum Lindl. 1842.
- Oncidium cepula Hoffmanns. 1843.
- Oncidium glaziovii Cogn. 1906.
- Oncidium humboldtii Schltr. 1926.
- Oncidium longifolium Lindl. 1841.
- Oncidium sepula Hoffmanns. 1843.
- Oncidium sprucei Lindley 1855.
- Oncidium ultrajectinum Pulle 1907.
- Oncidium wittii Oppenheim 1916.
- Stilifolium cebolleta (Jacq.) Koniger & Pongr. 1997.
- Stilifolium wittii (Oppenheim) Koniger & Pongr. 1997.
- Trichocentrum cebolleta (Jacq.) M.W.Chase & N.H.Williams 2001.
- Trichocentrum sprucei (Lindl.) M.W.Chase & N.H.Williams 2001.
- Trichocentrum wittii (Oppenh.) M.W.Chase & N.H.Williams 2001.